# Bohuslav Laštovička
Bohuslav Laštovička (29. dubna 1905 Pelhřimov – 30. března 1981 Praha) byl československý generál, politik Komunistické strany Československa a publicista. V letech 1964 až 1968 byl předsedou Národního shromáždění Československé socialistické republiky a za normalizace poslancem Sněmovny lidu Federálního shromáždění.

## Životopis

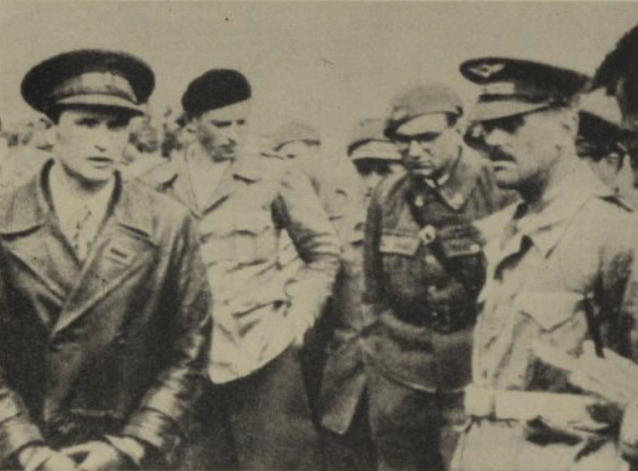
Dobrovolníci Protiletadlové baterie Klement Gottwald (zleva: kpt. Semjonov, srž. Pavlov, B. Laštovička, V. Vidlák), cca 1938

Vystudoval reálné gymnázium v Rakovníku, poté v letech 1922–24 absolvoval vojenskou akademii v Hranicích, kterou ukončil v hodnosti poručíka dělostřelectva. Následně sloužil v československé armádě, napřed u Dělostřeleckého pluku 110 v Nitře, po absolvování Aplikační školy dělostřelectva v Olomouci byl převelen do Prahy k Dělostřeleckému pluku 101 a pak k protiletadlovému Dělostřeleckému pluku 151. Dne 1. dubna 1929 byl jako „řadové služby nezpůsobilý“ z blíže neznámých důvodů přeložen do zálohy. (Podle nekrologu v Rudém právu byl z armády vyloučen pro politickou činnost.) Jako záložní důstojník byl k 1. lednu 1931 povýšen na nadporučíka.
Po odchodu z armády absolvoval České vysoké učení technické. V roce 1931 vstoupil do Komunistické strany Československa (KSČ) a v roce 1932 se stal vedoucím Komunistické studentské frakce a řídil studentský časopis. Během studií byl několikrát zadržen za rozšiřování komunistických letáků, za což byl nakonec i odsouzen a byla mu odebrána jeho vojenská hodnost. V letech 1934 až 1936 pracoval jako redaktor nejprve ostravského deníku, poté Rudého práva.
V letech 1937 až 1938 bojoval v řadách interbrigád ve španělské občanské válce. Do země původně přicestoval jako válečný zpravodaj Rudého práva, jako bývalý dělostřelecký důstojník se ale stal velitelem Protiletadlové baterie Klement Gottwald. V březnu 1938 předal velitelskou funkci svému zástupci Ladislavu Holdošovi, před návratem domů ještě dva měsíce působil jako instruktor v protileteckém učilišti. Ve Španělsku získal hodnost kapitána.
Po návratu do Československa zastával různé stranické funkce.
V letech 1939 až 1945 byl v anglickém exilu a působil jako redaktor v české sekci zahraničního vysílání londýnského rozhlasu. Jako člen delegace se účastnil a zapisoval jednání v Moskvě na konci druhé světové války.
25. května 1945 byl jmenován vládou do funkce generálního ředitele Českého, resp. Československého rozhlasu. V této funkci setrval do roku 1948. V roce 1948 podepsal  prokomunistickou výzvu Kupředu, zpátky ni krok!, jež byla vydána dne 25. února 1948 pro podporu komunistického převratu. V letech 1948 až 1950 byl československým velvyslancem v Moskvě, poté byl v letech 1950 až 1952 náměstkem ministra národní obrany. V říjnu 1950 byl povýšen do hodnosti divizního generála. V letech 1952 a 1957 pracoval ve vedoucích funkcích na ministerstvu hutí a rudných dolů. V letech 1958–1961 byl hlavním redaktorem měsíčníku Nová mysl (podtitul časopisu zněl: Revue socialistického humanismu). Byl členem první, druhé i třetí Ideologické komise ÚV KSČ, kde působil od jejího zřízení v říjnu 1958 až do svého odvolání v roce 1965.
Dlouhodobě zastával vysoké stranické posty. Již 8. dubna 1945 byl zvolen členem prozatímního Ústředního výboru KSČ. Ve funkci ho potvrdil VIII. sjezd KSČ a IX. sjezd KSČ. Z funkce byl odvolán v prosinci 1952. Postupně se do nejvyšších funkcí v KSČ vracel. Za kandidáta ÚV KSČ ho zvolil XI. sjezd KSČ. Na post člena ÚV KSČ ho zvolil XII. sjezd KSČ, XIII. sjezd KSČ, XIV. sjezd KSČ a XV. sjezd KSČ. V letech 1961–1964 působil coby vedoucí mezinárodního oddělení Ústředního výboru KSČ. Od března 1964 do dubna 1968 potom byl členem Předsednictva ÚV KSČ.
V rámci KSČ patřil v 60. letech ke stoupencům Antonína Novotného a když v prosinci 1967 zasedalo předsednictvo ÚV KSČ a jednalo o sesazení Novotného z funkce prvního tajemníka strany, Laštovička náležel do tábora pronovotnovských sil.
V roce 1964 byl za KSČ (Jihomoravský kraj) zvolen poslancem Národního shromáždění, jehož předsedou byl od 23. června 1964 do 18. dubna 1968, kdy rezignoval. Poté byl až do své smrti poslancem Sněmovny lidu Federálního shromáždění ČSSR. Ve Federálním shromáždění zastával v letech 1971–1976 post člena předsednictva Sněmovny lidu a od roku 1976 předsedy zahraničního výboru Sněmovny lidu.
V roce 1960 mu byl udělen Řád republiky, v roce 1965 Řád Klementa Gottwalda a v roce 1973 Řád Vítězného února.

## Vyznamenání
- Československý válečný kříž 1939[23]
- Československá medaile Za chrabrost před nepřítelem
- Československá medaile za zásluhy I. stupně
- Řád 25. února, udělen 1949
- Řád republiky, udělen 1960
- Řád rudé zástavy, udělen 1961
- Řád Klementa Gottwalda, udělen 1965
- Řád rudé hvězdy, udělen 1966
- Řád Vítězného února, udělen 1973

## Paměti
V roce 1960 vyšlo první vydání jeho vzpomínek pod názvem: V Londýně za války: Zápasy o novou ČSR, 1939–1945. Přepracované třetí vydání z roku 1972 obsahuje v úvodu autorovo vysvětlení, jak se do knihy dostaly nepravdivé údaje.